# Porcinolus murinus
Porcinolus murinus är en skalbaggsart som först beskrevs av Fabricius 1794.  Porcinolus murinus ingår i släktet Porcinolus, och familjen kulbaggar. Arten är reproducerande i Sverige.

## Bildgalleri

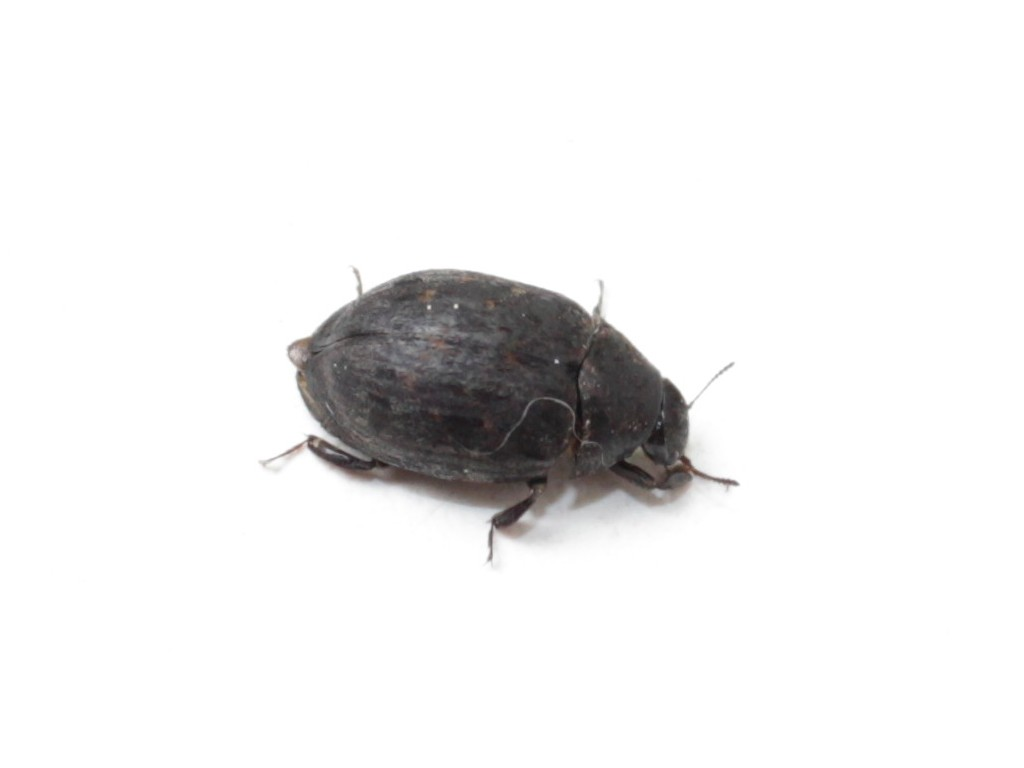
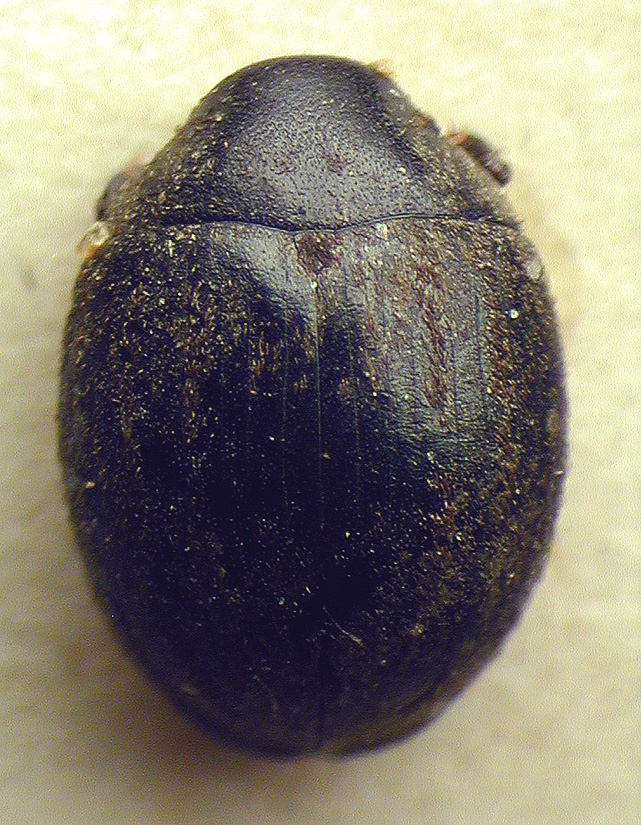